# Адамс, Джек
Джон Джеймс «Джек» Адамс (англ. John James «Jack» Adams; 14 июня 1895, Форт-Уильям, Онтарио — 1 мая 1968 года) — канадский профессиональный хоккеист, тренер и генеральный менеджер. Играл на позиции центрального нападающего. 10 лет играл в клубах Торонто, Ванкувера и Оттавы. Известность получил благодаря своей 36 летней работе в команде Детройт Ред Уингз в качестве тренера и генерального менеджера. Адамс также был президентом Центральной хоккейной лиги.

## Достижения
- Обладатель Кубка Стэнли как игрок 1918 года (в составе Торонто) и 1927 года (в составе Оттавы).
- Обладатель Кубка Стэнли как менеджер-тренер в 1936, 1937 и 1943 годах (в составе Детройта)
- Обладатель Кубка Стэнли как менеджер в 1950, 1952, 1954, 1955 годах (в составе Детройта)
- В его честь названа Награда имени Джека Адамса (англ. Jack Adams Award), которая вручается с 1974 году лучшему тренеру в НХЛ[2].
- Обладатель Lester Patrick Trophy 1966 года.
- Введен в Зал хоккейной славы в 1959 году.
- Тренер первой команды всех звёзд в 1937 и 1943 годах
- Тренер второй команды всех звёзд в 1945 году.